# یژی وویچیک
یژی وویچیک (لهستانی: Jerzy Wójcik؛ ‏ ۱۲ سپتامبر ۱۹۳۰ – ۳ آوریل ۲۰۱۹) فیلم‌بردار و کارگردان فیلم اهل لهستان بود.
از فیلم‌ها یا مجموعه‌های تلویزیونی که وی در آن‌ها نقش داشته‌است، می‌توان به شکایت، دروازه اروپا، شور، سیل، رو در رو، سامسون، مادر یوآنای فرشتگان و خاکستر و الماس اشاره نمود.